# Varizes esofágicas
Varizes esofágicas são dilatações das veias do esôfago.  São relacionadas em geral com a cirrosee a esquistossomose e outras doenças que provocam hipertensão da veia porta e podem se romper e provocar hemorragias renais.
Fisiopatologia
1. Quase sempre em decorrência de hipertensão porta, a qual pode resultar da obstrução da circulação venosa porta e da cirrose hepática;
  1. Por causa da obstrução aumentada da veia porta, o sangue venoso do trato intestinal e do baço procura uma saída através da circulação colateral, o que cria novas vias de retorno para o átrio direito e causa um aumento do esforço sobre os vasos na camada submucosa da parte inferior do esôfago e parte superior do estomago.
  2. Estes Vasos colaterais são tortuosos e frágeis, sangrando com facilidade;
2. As outras causas de varizes são as anormalidades da circulação na veia esplênica ou veia cava superior e trombose venosa hepática.
3. A taxa de mortalidade é alta por causa da deterioração adicional da função hepática até o coma hepático e complicações, como a pneumonia por aspiração, sepse e insuficiência renal.

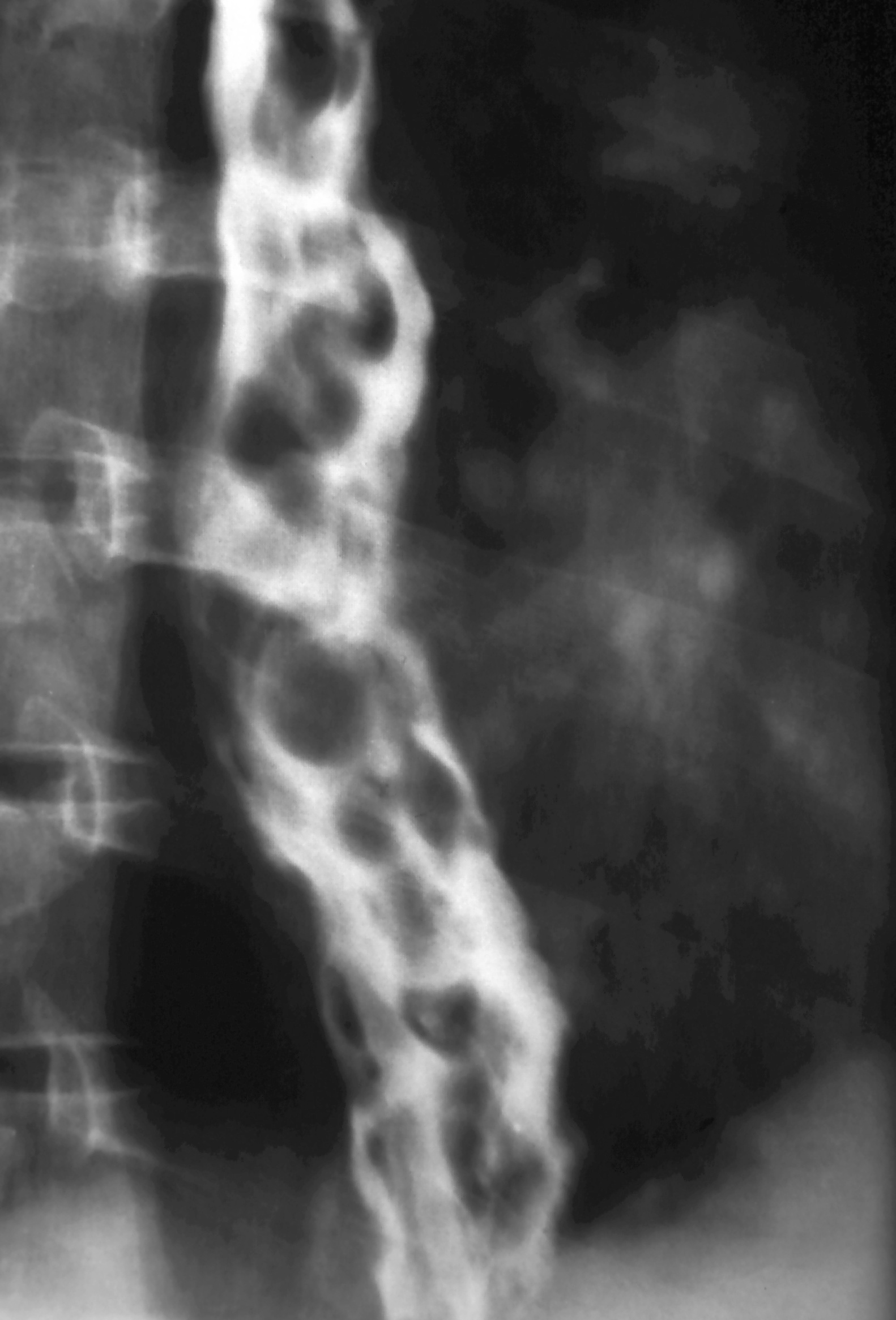